# Hagane (Band)
Hagane (jap.: はがね für Stahl) ist eine japanische Power-Metal-Band aus Tokio.

## Geschichte
Hagane wurde im Juni des Jahres 2018 in der japanischen Hauptstadt Tokio von Bassistin Sayaka, die kurz zuvor die Oberschule abgeschlossen hatte, gegründet. Die Ursprungsbesetzung aus Sängerin Chiemi, den beiden Gitarristinnen Sakura und Mayto, der Bassistin Sayaka sowie der Schlagzeugerin Kanako Takahashi. Sängerin Chiemi verließ die Band allerdings im Folgejahr und wurde durch Uyu am Mikrofon ersetzt.
Die ersten beiden Veröffentlichungen der Gruppe erfolgten in den Jahren 2018 und 2020 in Form zweier Demo-CDs. Es folgten im Jahr 2020 die Herausgabe zweier Live-DVDs, einer EP und einer Single. Letztere schaffte eine Notierung in den heimischen Singlecharts, wo diese auf Platz 47 einstieg. Im darauffolgenden Jahr wurde eine weitere Live-DVD und Single auf den Markt gebracht, ehe 2022 eine vierte Live-DVD und das Debütalbum Code;9021 folgten.

## Musik
Hagane spielen eine melodische Spielweise des Power Metal. In einem Interview mit GekiRock aus dem Jahr 2020 gaben die Musikerinnen Gruppen wie Helloween, Rhapsody of Fire, Dragonforce, Frozen Crown, aber auch Crossfaith, X Japan, ViVid, Luna Sea und Dream Theater als musikalische Einflüsse an.
Die Lieder sind überwiegend in japanischer Sprache geschrieben; ein Lied der Gruppe wurde in englischer Sprache getextet.

## Diskografie
- 2018: Demo 1 (Selbstverlag)
- 2020: Demo 2 (Selbstverlag)
- 2020: Hagane One Man Live 2020-3-7 (Live-DVD, Selbstverlag)
- 2020: Hagane 2019-12-07 (Live-DVD, Selbstverlag)
- 2020: Episode 0 (EP, Selbstverlag)
- 2020: Labradorite (Single, Selbstverlag)
- 2021: Hagane 2nd One Man Live (Live-DVD, Selbstverlag)
- 2021: Supervillain (Single, Selbstverlag)
- 2022: Hagane 3rd One Man Live (Live-DVD, Selbstverlag)
- 2022: Code;9021 (Album, Selbstverlag)
- 2024: Life Goes On (EP, Selbstverlag)